# Route nationale 55 (Madagascar)
Pour les articles homonymes, voir Route nationale 55.
La route nationale 55 (N 55) est une route nationale s'étendant de  Tanambao  jusqu'à Morombe à Madagascar.

## Description
La route nationale 55 parcourt 78 km dans la région de Atsimo-Andrefana.
La N55 part de la N 9  près du village de Tanambao traverse Ambahikily et s'étend jusqu'à la jusqu'à la ville côtière de Morombe.
La route n'est pas goudronnée et sa première partie se trouve sur la rive du grand fleuve Mangoky puis au sud du delta du Mangoky.
Morombe est la ville la plus à l'ouest de Madagascar accessible par la route
La route est praticable par tous les temps depuis les années 1960 bien qu'elle n'ait jamais été goudronnée.

## Parcours
- Tanambao croisement de la N 9
- Ambahikily
- Morombe